# Contea di Shangyou
La contea di Shangyou (上犹县S, Shàngyóu XiànP) è una contea della Cina, situata nella provincia di Jiangxi e amministrata dalla prefettura di Ganzhou.